# Submeseta Meridional
Submeseta Meridional, Submeseta Sul ou Meseta Sul é a designação dada à parte da Meseta Central ibérica situada a sul do Sistema Central, a cordilheira, que a separa da Meseta Setentrional. Estende-se a sul até à Serra Morena e a leste até ao Sistema Ibérico. A zona ocidental é dividida nos vales do Tejo e do Guadiana pelos Montes de Toledo. Em Espanha, onde a designação é talvez de uso mais comum, a sua área corresponde às comunidades autónomas da Estremadura, Castela-Mancha e  Madrid.[carece de fontes?]
É mais árida e tem menor altitude (600–700 m em média contra 700–800 m) do que a submeseta setentrional. Em ambas as submeseta as maiores altitudes encontram-se a leste.